# Els Banys de Canavelles
Els Banys de Canavelles és un establiment termal de la comuna de Canavelles, a la comarca del Conflent, de la Catalunya del Nord.
Està situat a 709,2 metres d'altitud a l'extrem oriental del terme de Canavelles, a l'esquerra de la Tet. És també a prop, a llevant, dels Banys de Toès.
Els Banys de Canavelles estan avui dia arruïnats, a causa de l'abandó en què caigueren anys enrere.